# Lobelia xalapensis
Lobelia xalapensis är en klockväxtart som beskrevs av Carl Sigismund Kunth. Lobelia xalapensis ingår i släktet lobelior, och familjen klockväxter. Inga underarter finns listade i Catalogue of Life.